# 鐘鉉
金鐘鉉（韓語：김종현，羅馬化：Kim Jong-hyun，1990年4月8日—2017年12月18日），以單名鐘鉉為人熟識（羅馬化：Jonghyun），韓國歌手、創作歌手和音樂製作人。為SM娛樂旗下男子歌唱團體SHINee的成員之一，擔任隊中主唱。
生於首爾，未出道前為中學樂隊貝斯手，15歲時成為SM娛樂旗下練習生，2008年後以男團SHINee主唱身份出道。出道初期努力學習歌曲創作，於2009年發表第一首由他作詞的〈Juliette〉，收錄於SHINee第二張迷你專輯《ROMEO》之中，由此開始鐘鉉便積極地發展他的音樂創作事業。2015年發行第一張迷你專輯《BASE》，正式solo出道，而此後發表的作品《Story Op.1》、《She Is》以及《Story Op.2》都受到歡迎，而且所收錄的歌曲大部份都是由本人所創作。2017年12月18日，金鐘鉉在首爾刚入住的酒店式公寓內燒炭自殺，經急救後不治，得年27歲。

## 背景
金鐘鉉1990年4月8日生於首爾市鐘路區昌信洞，有一個姐姐金素淡（音譯，김소담），父親是一個唱片行老闆。自小喜歡音樂，夢想是成為一名藝術家，在中學二年級時成為學校樂隊的Bass手。15歲在參加05' S.M.Casting System時被星探挖掘入社。2006年至2007年到中國北京進修中文。在正式出道前，鐘鉉已先在師姐張力尹首張個人國語專輯中的〈交錯的愛〉中參与合唱，好聲音得到廣大的回應。
鐘鉉年少時因熱愛音樂的緣故而選擇就讀首爾實用音樂高級中學，主修音樂系，但於高中一年級時為追求音樂事業而選擇輟學。後來他入讀青雲大學應用音樂系，又在明知大學獲得電影音樂劇學系碩士學位，而自殺身亡前正在攻讀博士學位。

## 職業生涯

### 2008年－2014年
2008年5月25日，以SM娛樂旗下男團SHINee的主唱身份出道，並在SBS《人氣歌謠》中首次公開亮相。同年在SHINee第一張正規專輯《閃耀全世界》中第一次solo，歌名為《Hey Ya（Y Si Fuera Ella）》，改編自西班牙歌手亞雷漢德羅·桑斯的《Y, ¿Si Fuera Ella?》，鐘鉉憑此曲在西班牙打開知名度。
2009年初擔任《現在是花美男時代》的固定MC，同時亦努力學習歌曲創作。最終在SHINee於5月發行的第二張迷你專輯《ROMEO》中為主打歌〈Juliette〉填詞，是鐘鉉第一次發表創作曲。之所以命名為〈Juliette〉是因為鐘鉉在觀看了電影《羅密歐與茱麗葉》後有感而發而作下的歌詞。
2010年10月，鐘鉉為紀念首爾G20首腦會議的成功召開而創作的G20活動主題曲《Let's Go》。同月12日鐘鉉在印尼出席活動期間意外左腳腳踝韌帶拉傷，因此有一段時間無法跳舞。11月與Super Junior的圭賢、TRAX的Jay以及新人Jino共同組成限定團体S.M.THE BALLAD，19日發行第一張EP《Miss You》。

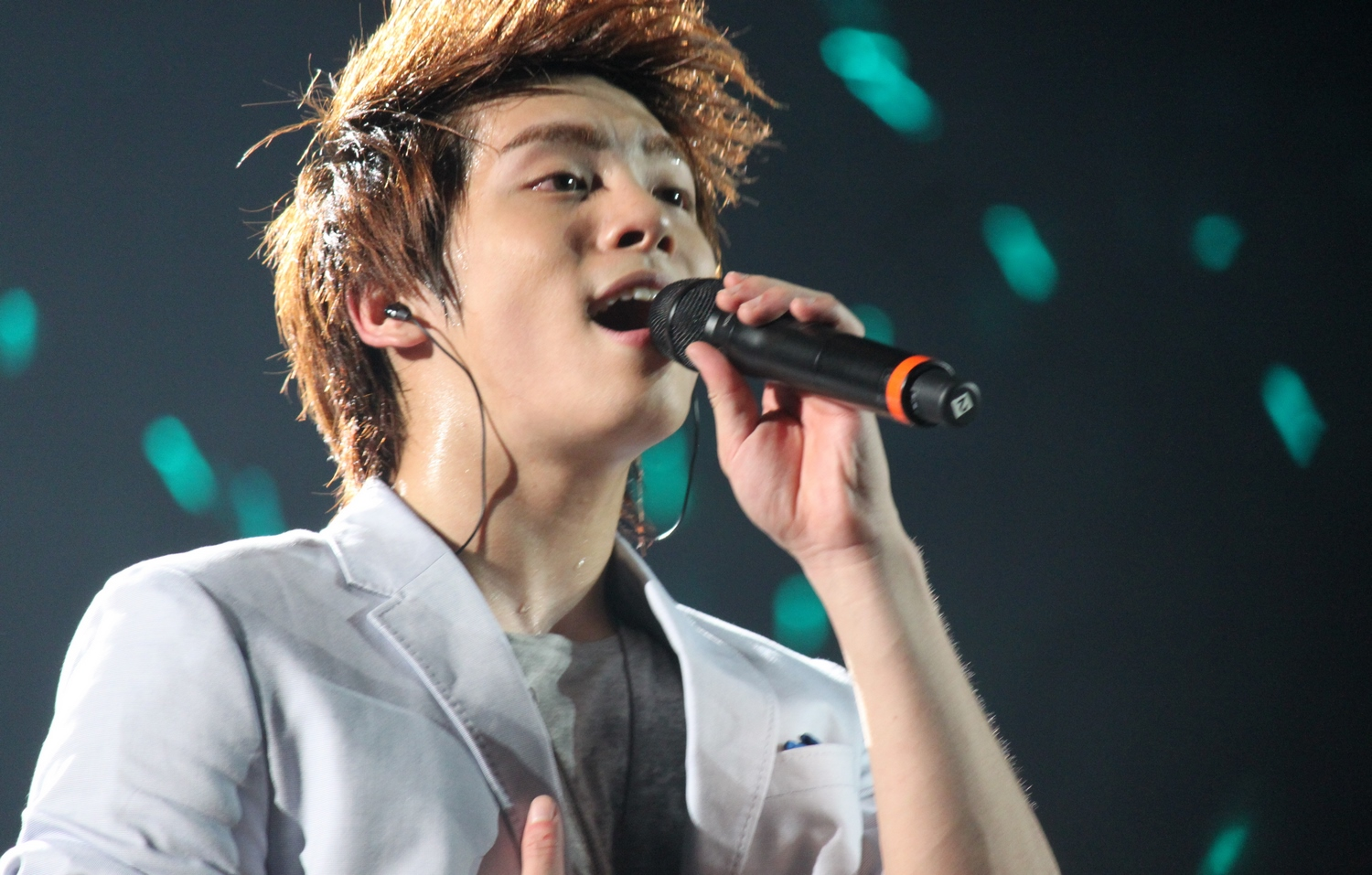
2011年

2011年1月，因受到由韌帶拉傷所帶來持續性的痛楚因此鐘鉉進行了手術，並休養了三個月才重啟活動。同年6月，鐘鉉成為KBS2音樂綜藝節目《不朽的名曲2》固定班底，節目內容為由歌手翻唱前輩的經典作品，兩兩對決，獲勝方將會進入下一輪和另一個歌手進行對決，直至產生最終優勝。鐘鉉在節目中撃敗師兄藝聲而獲勝時卻哭了起來，製作組由此配上「鐘鉉因對不起而哭泣」的字眼，但網民普遍認為鐘鉉是「受不了殘酷的氣氛而哭泣」，批評賽制對早出場的鐘鉉不利。而鐘鉉不久後以「行程繁忙」為由離開節目組。
2013年4月1日，鐘鉉因獨自駕車返回宿舍途中，行經東湖大橋上擦撞計程車後撞到護欄而鼻骨骨折，休養了一個月多才復出，因此缺席SHINee第三張正規專輯Chapter 2《Why So Serious? - The Misconceptions Of Me》所有宣傳活動。鐘鉉的作品《A Gloomy Clock》被收錄在IU於2013年10月發行的第三張錄音室專輯《Modern Times》之中，是第一首由鐘鉉作曲的作品，此曲也是鐘鉉作為好朋友送給IU的。12月，孫淡妃發行了由鐘鉉一手包攬作曲作詞的數位單曲《Red Candle》。
2014年初再次成為S.M.THE BALLAD的成員之一，與少女時代太妍合唱的《Breath》為組合專輯《S.M. THE BALLAD Vol. 2 – Breath》主打曲目。7月正式接替鄭燁成為MBC FM4U 電台節目《藍色之夜》的主持人，MBC說他們覺得鐘鉉對音樂充滿熱情，便請鐘鉉成為《藍色之夜》主持人。

### 2015年－2016年

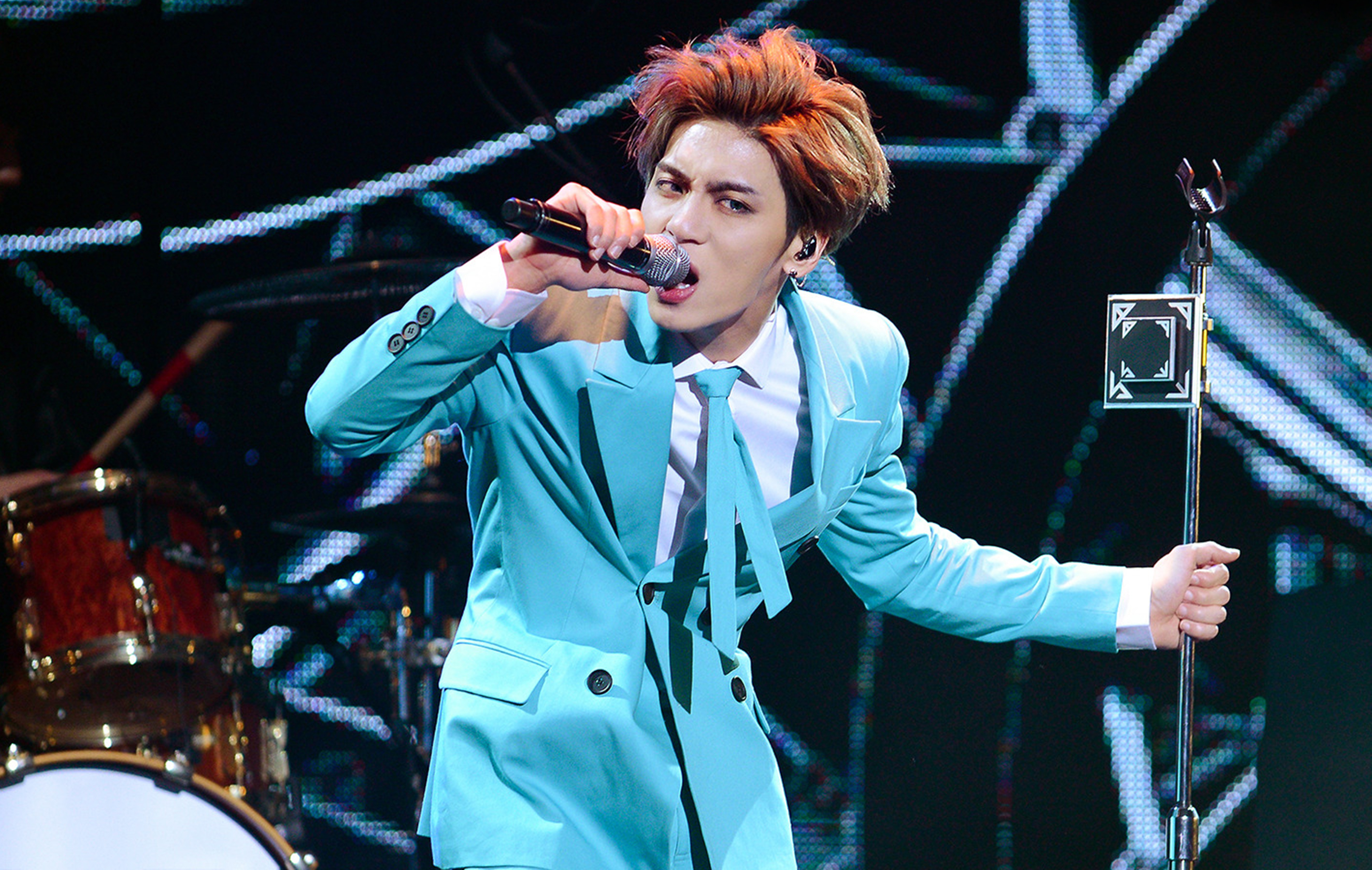
鐘鉉於2015年1月發表首張迷你專輯《BASE》的演出現場。

鐘鉉作為SM娛樂2015年度「SOLO Project」第一人，於2015年1月12日正式Solo出道，發行個人首張迷你專輯《BASE》。專輯因與多名非SM娛樂旗下音樂人（包括高潤荷、輝星、IRON和Zion.T）合作而受到廣泛關注。《BASE》原定主打歌為由鐘鉉作詞、走歡快路線的《“Crazy (Guilty Pleasure)”》，但由於先行曲《Déjà-Boo》在1月7日發行當天即獲音源七榜一位，更在韓國最大音源網站MelOn保持一位長達47小時，因此《BASE》改為以雙主打歌（《“Crazy (Guilty Pleasure)”》和《Déjà-Boo》）的方式發行。《BASE》無論在韓國本土還是海外都取得成功，專輯不單成為Gaon 專輯周榜一位，還登上Billboard世界專輯榜第一位。
2015年9月17日，鐘鉉推出小品集《The Collection Story Op.1》，這是他首次包辦全碟詞曲，是鐘鉉在《藍色之夜》企劃環節「藍色深夜作詞，那個男人作曲」將受到好評的自創歌曲、經過重新編曲後收錄在小品集中。同時他也出版了一本名為《Diphylleia grayi：流逝、放開的那些》的小說，內容主要講述了他的創作經歷以及靈感來源。
作為SM全新演唱會品牌系列《THE AGIT》的首位演出者，鐘鉉於10月初在三成洞的SMTOWN THEATRE舉行了個人演唱會《The Story by Jonghyun》，一共八場，這是他首場個人演唱會，反應也非常熱烈。同月，鐘鉉登上了Mnet節目《Monthly Live Connection》，並為該節目創作了歌曲《Elevator》，10月14日公開。此後，他在節目中分別和不同音樂家合作，一起創作歌曲，有Soran隊長고영배、鄭俊英、Eddy Kim等，作品例子有他和고영배合作的單曲《가을이긴 한가 봐》。
2016年3月18日，鐘鉉和音樂組合헤리티지（Heritage）合作的歌曲《Your Voice》於午夜通過各大音樂網站公開，這首歌是SM娛樂項目SM Station的一部分。5月24日，鐘鉉發行個人首張正規專輯《She Is》，這張專輯跨越了多種音樂流派，有電子龐克、EDM和R&B等，並且大部份歌曲都由鐘鉉創作。《She Is》受到了不少音樂評論家的好評。鐘鉉曾經表示，《She Is》是一張可以感受到他作為創作歌手的熱情的專輯。
2016年12月，鐘鉉舉行了第二場個人演唱會「JONGHYUN – X – INSPIRATION」。

### 2017年－2018年
2017年3月9日，MBC宣佈鐘鉉將會辭去電台節目《藍色之夜》的主持人一職，這個決定是鐘鉉和節目組在經過長時間的商討後所做出的。相關人員表示︰「這令人失望，但因為SHINee的日本以及北美巡演即將開始，所以他決定離開。」
2017年4月24日，鐘鉉推出個人第二張小品集《The Collection Story Op.2》並包辦整張專輯詞曲創作，有部份歌曲先前已在《藍色之夜》中公開。在這張專輯中，鐘鉉請來了少女時代太妍合作。2017年5月至7月，鐘鉉在SM Town Coex舉辦個人演唱會《THE AGIT: The Letter - JONGHYUN》，原本計劃只舉辦12場，但是次演唱會反應熱烈，門票開賣全席售罄，最後鐘鉉決定追加多8場。
2017年12月9日，鐘鉉的第四場個人演唱會《JONGHYUN SOLO CONCERT INSPIRED》於SK奧林匹克手球館開始舉行，同一時間長達幾個月的新專輯準備工作已臨近尾聲，原定於2018年1月發行，鐘鉉更曾在是次演唱會上表演了新專輯中的收錄歌曲。但鐘鉉於12月18日自殺身亡。所屬公司SM娛樂其後宣佈，鐘鉉的遺作《Poet｜Artist》會在2018年1月23日公開發售，而收益將會全部交給鐘鉉的母親，並用於建立一個基金會，以幫助窮困的人。

## 公眾形象
鐘鉉被認為具有獨特的音樂風格，主因是大部分的歌曲由他親自譜曲和創作而受到讚揚。
鐘鉉承認自己受到黑人音樂很大的影響，而他的唱腔也被認為是黑人唱腔。

## 個人生活
2010年鐘鉉被拍到跟女演員申世景甜蜜逛街因而戀情曝光，而雙方的經紀公司很快也承認戀情。不過由於鐘鉉是當時少數會公開戀情的IDOL，此事讓部份鐘鉉的歌迷無法接受，直斥鐘鉉「我的錢不是讓你拿來戀愛用的！」，又和申世景的影迷在網路上交戰，甚至群起攻擊申世景的個人部落格；但也有不少歌迷支持戀情。申世景和鐘鉉最終於約八個月後宣佈分手，雖然公司給出的原因是「雙方因工作繁忙而聚少離多，最終和平分手收場」，但外界普遍猜測是因兩人無法承受壓力而分手。
2013年12月14日，鐘鉉將Twitter上的個人頭像照，換成聖公會大學社會學系姜銀河學生所編寫的海報照片，題目為「無論叫什麼名字都不得安寧」的文章，內容提到導演金趙光秀與金承煥舉行的同志婚禮，並希望大眾不要再LGBT迫害。他以藝人身分公開支持LGBT權益的舉動，被保守派網站ILBE網友群起攻擊，甚至在SHINee的粉絲網站惡意張貼淫照，令粉絲情绪激动，雙方在網路上激烈交戰。

## 逝世

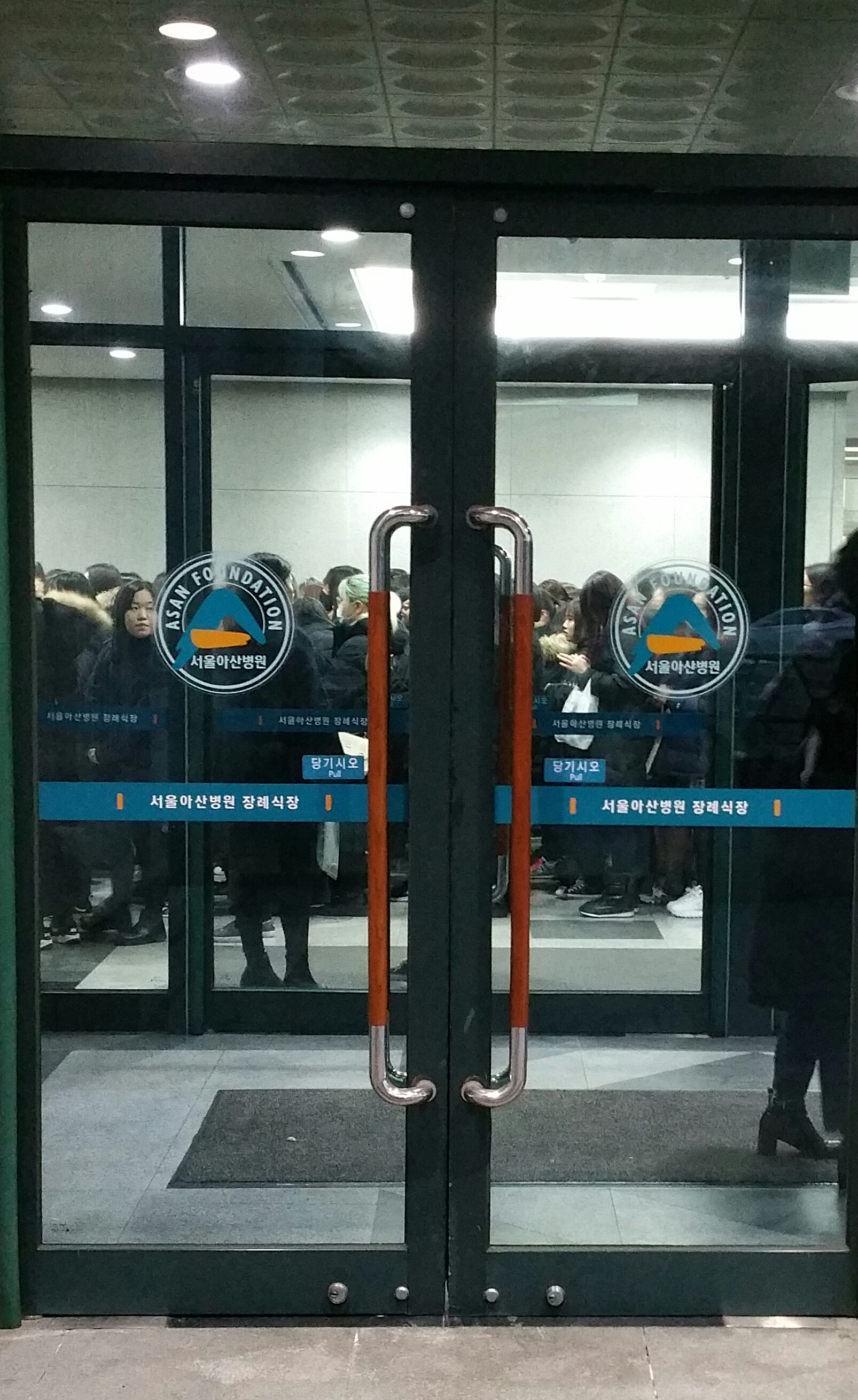
粉丝于首尔峨山医院殡仪馆哀悼，摄于2017年12月20日

2017年12月鐘鉉在首尔东南部江南区清潭洞租了一間公寓，並於 12月18日中午12時正（韩国标准时）登記入住。CCTV最後一次拍下鐘鉉的身影是在公寓旁的一家便利店。鐘鉉的姐姐在16时42分首次打电话叫救护车，她认为弟弟已經自杀，据报道指鐘鉉向姐姐发送了含有「最后的道别」等字眼的短信。据警方所述，12月18日18时10分（韩国标准时）左右，鐘鉉被发现于江南区清潭洞的一间公寓中昏迷不醒。 
处于心脏骤停状态的他被送往建国大学附属医院接受急诊心肺复苏治疗。但他并没有恢复知觉，在18时32分（韩国标准时）被醫院宣布死亡，終年27歲。调查人员在到达公寓时发现了在平底锅上灼烧的煤球，认为其死于燒炭自殺，是一氧化碳中毒。警方表示，应钟铉家属的要求，将不会进行验尸。
12月19日，鐘鉉為期三天的悼念儀式在首爾峨山醫院殯儀館舉行，除了BTS、IU、BoA、少女時代、EXO等名人之外，也有大量來自世界各地的歌迷前來送別鐘鉉。12月21日，鐘铉被轉移至其他地方舉行私人葬礼，由他的家人和亲密朋友出席。
鐘铉去世后，他的好友、乐队Dear Cloud的Nine在Instagram上公开了鐘铉拜托给她的遗书，上面提到了“吞噬”他的抑郁症，称自己“从内心开始出现问题”。

## 作品

### 韓國音樂著作權協會
| 姓名   | 登記名字         | 編號     | 歌曲列表 |
| ------ | ---------------- | -------- | -------- |
| 金鐘鉉 | 김종현/위프리키1 | 10000434 | [ 87 ]   |

- BASE（2015年）
- Story Op.1（2015年）
- She Is（2016年）
- Story Op.2（2017年）
- Poet｜Artist（2018年）

### 小說
| 年份   | 名稱                                   |
| 2015年 | 《Diphylleia grayi：流逝、放開的那些》 |

## 電台主持
- 2014年2月3日至2017年4月2日 MBC FM4U 電台《藍色之夜 我是鐘鉉》主持人

## 演唱會

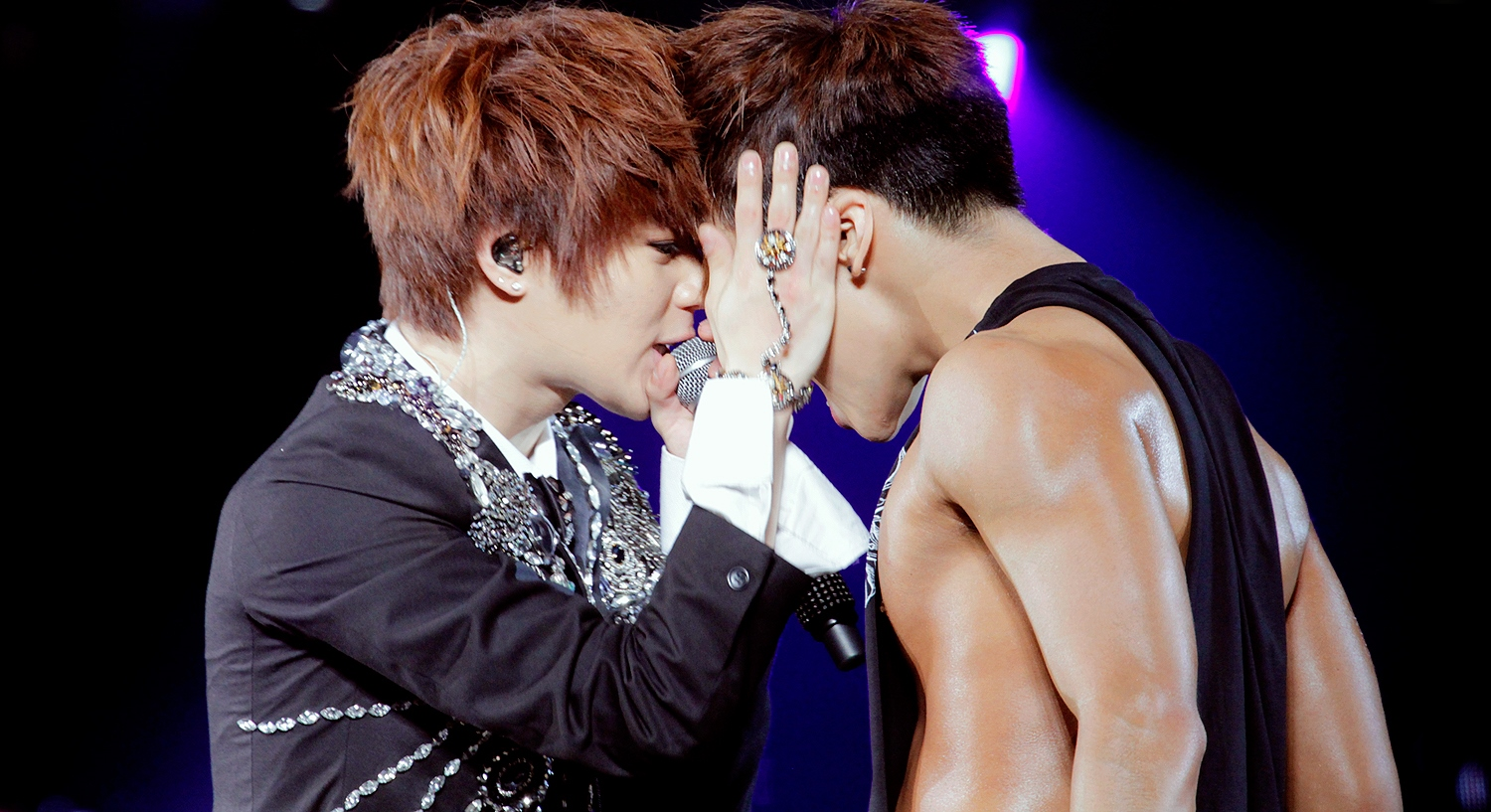
泰民（左）與鐘鉉（右）在SHINee WORLD II臺灣場演唱，2012年

- 《THE STORY BY JONGHYUN》

| 日期                   | 時間  | 演唱會站次 | 舉行地點            |
| 2015年10月2日          | 20:00 | 首爾站     | SMTOWN COEX THEATRE |
| 2015年10月3日          | 16:00 | 首爾站     | SMTOWN COEX THEATRE |
| 2015年10月3日          | 20:00 | 首爾站     | SMTOWN COEX THEATRE |
| 2015年10月4日          | 16:00 | 首爾站     | SMTOWN COEX THEATRE |
| 2015年10月8日          | 20:00 | 首爾站     | SMTOWN COEX THEATRE |
| 2015年10月9日          | 16:00 | 首爾站     | SMTOWN COEX THEATRE |
| 2015年10月10日         | 16:00 | 首爾站     | SMTOWN COEX THEATRE |
| 2015年10月11日         | 16:00 | 首爾站     | SMTOWN COEX THEATRE |
| 2015年10月16日（加場） | 20:00 | 首爾站     | SMTOWN COEX THEATRE |
| 2015年10月17日（加場） | 16:00 | 首爾站     | SMTOWN COEX THEATRE |
| 2015年10月17日（加場） | 20:00 | 首爾站     | SMTOWN COEX THEATRE |
| 2015年10月18日（加場） | 16:00 | 首爾站     | SMTOWN COEX THEATRE |

- 《THE STORY BY JONGHYUN "EPILOGUE"》

| 日期                   | 時間  | 演唱會站次 | 舉行地點            |
| 2015年12月11日（加場） | 20:00 | 首爾站     | SMTOWN COEX THEATRE |
| 2015年12月12日（加場） | 16:00 | 首爾站     | SMTOWN COEX THEATRE |
| 2015年12月12日（加場） | 20:00 | 首爾站     | SMTOWN COEX THEATRE |
| 2015年12月13日（加場） | 15:00 | 首爾站     | SMTOWN COEX THEATRE |
| 2015年12月13日（加場） | 19:00 | 首爾站     | SMTOWN COEX THEATRE |

- 《JONGHYUN-X-INSPIRATION》

| 日期           | 時間  | 演唱會站次 | 舉行地點            |
| 2016年12月3日  | 19:00 | 首爾站     | 高麗大學化汀體育館  |
| 2016年12月4日  | 14:00 | 首爾站     | 高麗大學化汀體育館  |
| 2016年12月4日  | 19:00 | 首爾站     | 高麗大學化汀體育館  |
| 2016年12月17日 | 18:00 | 釜山站     | 釜山KBS電視台音樂廳 |
| 2016年12月18日 | 18:00 | 釜山站     | 釜山KBS電視台音樂廳 |

- 《The Letter – JONGHYUN （유리병 편지）》鐘鉉

| 日期                  | 時間  | 演唱會站次 | 舉行地點            |
| 2017年5月26日         | 20:00 | 首爾站     | SMTOWN COEX THEATRE |
| 2017年5月27日         | 16:00 | 首爾站     | SMTOWN COEX THEATRE |
| 2017年5月28日         | 15:00 | 首爾站     | SMTOWN COEX THEATRE |
| 2017年5月28日         | 19:00 | 首爾站     | SMTOWN COEX THEATRE |
| 2017年6月1日          | 20:00 | 首爾站     | SMTOWN COEX THEATRE |
| 2017年6月2日          | 20:00 | 首爾站     | SMTOWN COEX THEATRE |
| 2017年6月3日          | 16:00 | 首爾站     | SMTOWN COEX THEATRE |
| 2017年6月4日          | 16:00 | 首爾站     | SMTOWN COEX THEATRE |
| 2017年6月6日          | 16:00 | 首爾站     | SMTOWN COEX THEATRE |
| 2017年6月8日          | 20:00 | 首爾站     | SMTOWN COEX THEATRE |
| 2017年6月9日          | 20:00 | 首爾站     | SMTOWN COEX THEATRE |
| 2017年6月10日         | 16:00 | 首爾站     | SMTOWN COEX THEATRE |
| 2017年6月14日（加場） | 20:00 | 首爾站     | SMTOWN COEX THEATRE |
| 2017年6月15日（加場） | 20:00 | 首爾站     | SMTOWN COEX THEATRE |
| 2017年6月16日（加場） | 20:00 | 首爾站     | SMTOWN COEX THEATRE |
| 2017年6月17日（加場） | 15:00 | 首爾站     | SMTOWN COEX THEATRE |
| 2017年6月17日（加場） | 19:00 | 首爾站     | SMTOWN COEX THEATRE |
| 2017年6月18日（加場） | 16:00 | 首爾站     | SMTOWN COEX THEATRE |
| 2017年7月2日（加場）  | 15:00 | 首爾站     | SMTOWN COEX THEATRE |
| 2017年7月2日（加場）  | 19:00 | 首爾站     | SMTOWN COEX THEATRE |

- 《JONGHYUN SOLO CONCERT "INSPIRED"》

| 日期           | 時間  | 演唱會站次 | 舉行地點                                 |
| 2017年12月9日  | 18:00 | 首爾站     | 首爾奧林匹克公園（SK奧林匹克手球競技場） |
| 2017年12月10日 | 16:00 | 首爾站     | 首爾奧林匹克公園（SK奧林匹克手球競技場） |

- 其他大型演唱會

| 日期          | 演唱會名稱           | 舉行地點        |
| 2014年9月4日  | MBC Radio DJ CONCERT | 首爾麻浦上岩MBC |
| 2015年9月6日  | MBC Radio DJ CONCERT | 首爾麻浦上岩MBC |
| 2016年10月7日 | MBC Radio DJ CONCERT | 首爾麻浦上岩MBC |

## 獎項

### 大型頒獎禮獎項
| 年份 | 獎項                                         |
| ---- | -------------------------------------------- |
| 2015 | - MBC 演藝大賞－Radio 優秀賞                 |
| 2016 | - 第30屆金唱片大賞－唱片本賞《She Is》       |
| 2018 | - 第13屆Soompi Awards－韓流特別獎            |
| 2019 | - 第33屆金唱片大賞－唱片本賞《Poet｜Artist》 |

### 音樂節目獎項
| 年份   | 日期    | 電視台    | 節目名稱       | 獲獎歌曲 | 排名 |
| ------ | ------- | --------- | -------------- | -------- | ---- |
| 2015年 | 1月17日 | MBC       | Show! 音樂中心 | Déjà-Boo | 1位  |
| 2015年 | 1月18日 | SBS       | 人氣歌謠       | Déjà-Boo | 1位  |
| 2015年 | 1月20日 | SBS MTV   | THE SHOW       | Déjà-Boo | 1位  |
| 2015年 | 1月21日 | MBC Music | Show Champion  | Déjà-Boo | 1位  |
| 2015年 | 1月22日 | Mnet      | M! Countdown   | Déjà-Boo | 1位  |
| 2015年 | 1月23日 | KBS       | Music Bank     | Déjà-Boo | 1位  |
| 2015年 | 1月24日 | MBC       | Show! 音樂中心 | Déjà-Boo | 1位  |
| 2015年 | 1月27日 | SBS MTV   | THE SHOW       | Déjà-Boo | 1位  |
| 2016年 | 5月31日 | SBS MTV   | THE SHOW       | She Is   | 1位  |
| 2016年 | 6月1日  | MBC Music | Show Champion  | She Is   | 1位  |
| 2018年 | 2月2日  | KBS       | Music Bank     | Shinin'  | 1位  |
| 2018年 | 2月3日  | MBC       | Show! 音樂中心 | Shinin'  | 1位  |

#### 主要音樂節目榜單排名
| 主打歌曲排名成績 | 主打歌曲排名成績                                                     | 主打歌曲排名成績      | 主打歌曲排名成績    | 主打歌曲排名成績       | 主打歌曲排名成績 | 主打歌曲排名成績            | 主打歌曲排名成績     | 主打歌曲排名成績          |
| 專輯 | 歌曲                                                                 | Mnet 《M! Countdown》 | KBS2 《Music Bank》 | MBC 《Show! 音樂中心》 | SBS 《人氣歌謠》 | MBC MUSIC 《Show Champion》 | SBS MTV 《THE SHOW》 | 備註                      |
| 2015年 | 2015年                                                               | 2015年                | 2015年              | 2015年                 | 2015年           | 2015年                      | 2015年               | 2015年                    |
| --- | -------------------------------------------------------------------- | --------------------- | ------------------- | ---------------------- | ---------------- | --------------------------- | -------------------- | ------------------------- |
| BASE | Déjà-Boo                                                             | 1                     | 1                   | (1)                    | 1                | 1                           | (1)                  | 六台冠軍歌曲 Feat. Zion.T |
| BASE | Crazy（Guilty Pleasure）                                             | /                     | 10                  | /                      | 6                | 7                           | /                    | Feat. IRON                |
| Story Op.1 | 一天的盡頭（하루의 끝）                                              | /                     | 6                   | 8                      | 8                | 13                          | /                    |                           |
| 2016年 |                                                                      |                       |                     |                        |                  |                             |                      |                           |
| She Is | 喜歡（좋아）（She is）                                               | 2                     | 2                   |                        | 8                | 1                           | 1                    | 两台冠军歌曲              |
| She Is | White T-Shirt                                                        | /                     | /                   |                        | 29               | /                           | /                    |                           |
| 2017年 |                                                                      |                       |                     |                        |                  |                             |                      |                           |
| Story Op.2 | Lonely                                                               | /                     | 3                   | 6                      | 2                | /                           | /                    | Feat. 太妍                |
| 2018年 |                                                                      |                       |                     |                        |                  |                             |                      |                           |
| Poet Artist | Shinin'                                                              | /                     | 1                   | 1                      | 3                | 9                           | /                    | 两台冠军歌曲              |
| \| - 「/」表示未有相關資料 - 「(1)」：兩星期冠軍 - 「[1]」：三星期冠軍 \| - 「{1}」：四星期冠軍 - 「*」：打榜中 - 「」：該段時期未有設立排行榜 \| |                                                                      |                       |                     |                        |                  |                             |                      |                           |
| - 「/」表示未有相關資料 - 「(1)」：兩星期冠軍 - 「[1]」：三星期冠軍                                                                               | - 「{1}」：四星期冠軍 - 「*」：打榜中 - 「」：該段時期未有設立排行榜 |                       |                     |                        |                  |                             |                      |                           |

| 各台冠軍歌曲獎座統計             | 各台冠軍歌曲獎座統計 | 各台冠軍歌曲獎座統計 | 各台冠軍歌曲獎座統計 | 各台冠軍歌曲獎座統計 | 各台冠軍歌曲獎座統計 |
| Mnet                             | KBS                  | MBC                  | SBS                  | MBC MUSIC            | SBS MTV              |
| -------------------------------- | -------------------- | -------------------- | -------------------- | -------------------- | -------------------- |
| 1                                | 2                    | 3                    | 1                    | 2                    | 3                    |
| 一位總數：12 六台冠軍歌曲總數：1 |                      |                      |                      |                      |                      |

## 外部連結
- 鐘鉉的X（前Twitter）
- 鐘鉉的Instagram帳戶
- 鐘鉉在Allmusic上的頁面
- 鐘鉉在互联网电影资料库（IMDb）上的資料（英文）